# 飛信逓送切手
飛信逓送切手（ひしんていそうきって）とは、明治初期の公用無料軍事郵便に用いるため発行された切手である。
明治初期においては反政府活動が大々的に行なわれ、電信にかわる非常時の通信手段が求められ、本制度が導入された。陸軍用・海軍用・中央官庁用・府県庁用の4つに大別され、西南戦争で多用されたが以降は国内の安定と電信網の発達によって利用は激減、1917年に廃止された。

## 使い方
この切手の利用法は、以下の通りであったとされる。
この切手を利用して郵便を差し出そうとする者は、「飛信継送帳」という帳簿に発信人・受取人・道順などの所定事項を記入し、途中で中継される郵便局の数に若干の枚数を加えた数の飛信逓送切手と共に郵便局へ差し出す。
引き受けた郵便局では、事前に交付されている飛信逓送切手の見本券と切手の現物を対照して真贋を鑑定し、正しいとなれば切手を1枚抜き取り、継送帳に到着・出発の時間、抜き取った切手の番号、受け取った切手の枚数と次の中継局へ送る枚数などを記載し、郵便局がその都度手配した担当者（脚夫）に飛信（郵便物）と継送帳、残りの切手を持たせて次の中継局へ向かわせる。
飛信を託された脚夫は、本人の脚力に適うだけの速さで次の中継局まで走って切手と継送帳、飛信を引き渡し、受け取った郵便局では同様に切手を1枚引き抜いて継送帳に記入し、その局が手配した別の脚夫に託して送らせる。
これを中継局の数だけ繰り返し、目的地の最寄局に到着すると、その局の局長自身が自ら配達先に出向き、送付先の責任者に直接飛信を引き渡して受領証を受け取り、配達完了とした。
一方、各局で抜き取られた切手には裏面に中継した時間や脚夫の料金を記入し、数日分をまとめて東京の駅逓局へ送り、各局が立て替えた脚夫料金の支払いを受けた。

## 参考資料
「日本郵便発達史」藪内吉彦 明石書店 2000年 ISBN 4-7503-1289-4